# 切洛梅设计局
切洛梅设计局（俄语：НПО машиностроения）是苏联以及后续俄罗斯的全系列火箭和航天技术（运载火箭、卫星、载人航天器、载人轨道站）的两家开发商之一。业务领域也涵盖军用弹道导弹、巡航导弹和其它导弹产品。

## 历史
企业成立于1944年，当时在弗拉基米尔·尼古拉耶维奇·切洛梅领导下，代码为51号飞机制造厂。
始於1955年，以弗拉基米尔·尼古拉耶维奇·切洛梅名字命名，设计局代码OKB-52。1958年，切洛梅设计局首先在全苏提出了多级洲际弹道导弹的建议。1958年，切洛梅当时与苏联另一位火箭设计师科罗廖夫进行了激烈竞争最终UR500运载火箭（俄语：УР500）脱颖而出。

## 业务领域
- 巡航导弹作战系统
- 战略导弹系统和运载火箭
- 综合信息和空间系统
- 信息技术、可再生能源及综合创新军民两用技术产品

## 产品

### 巡航导弹
- P-5
- P-5D
- P-6
- P-35
- “进步”
- P-70“紫水晶”
- P-120“孔雀石”
- P-500“玄武岩”
- P-1000“火神”
- P-700“花岗岩”
- 3M25“陨石”
- P-800“玛瑙”
- 《布拉莫斯》
- “锆石”

## 洲际弹道导弹
- UR-100
- UR-100K
- UR-100U
- UR-100N
- UR-100N UTTH
- UR-200
- UR-500

## 运载火箭
- UR-500K“质子”（苏联和世界上第一个重型运载火箭）
- UR-700 （用于月球探险的超重型运载火箭的未实现项目）
- LV“斯特拉”